# Герб Павловського Посада
Міське поселення Павловський Посад (Московська область Росії) має власну символіку — герб та прапор. Сучасна версія міського герба була ухвалена 3 травня 2007 р.

## Опис
Зелене та блакитне поле внизу розбите опрокинуте-стропилоподібне; зелена частина окантована бахромою та обтяжена золотою трьохярусною дзвіницею з дзвоном на другому ярусі завершене шатром з восьми конечним хрестом.
В гербі відображена одна з головних пам'яток міста — дзвіниця Павлово-Посадського собору Воскресіння Христового.